# Andreas (gedicht)
Andreas is een anoniem Oudengels gedicht, dat bewaard is gebleven in het uit de 10e eeuw daterende Vercelli Book. Het werk is door sommige wetenschappers wel toegeschreven aan Cynewulf, maar dit wordt door anderen betwist.
Het gedicht bestaat uit 1722 regels en beschrijft het wilde verhaal van de apostel Andreas, die in opdracht van God de apostel Matteüs te hulp moet schieten.  De laatste verkeert in gevaar in het land van de woeste Mermedonianen in Ethiopië.
Andreas vertrekt per boot en bereikt na een zeer stormachtige reis zijn doel. Hij wordt echter gevangengenomen en gemarteld, maar hij weet Matteüs en zichzelf door middel van een wonder te redden en de Mermedonianen te bekeren.